# Iakov Trenine
Iakov Viatcheslavovitch Trenine - en russe : Яков Вячеславович Тренин et en anglais : Yakov Trenin - (né le 13 janvier 1997 à Tcheliabinsk en Russie) est un joueur professionnel russe de hockey sur glace. Il évolue au poste d'attaquant.

## Biographie

### Carrière en club
Formé au Traktor Tcheliabinsk, il commence sa carrière junior en 2013-2014 avec les Belye Medvedi dans la MHL. Il est sélectionné au premier tour, en trente-deuxième position lors de la sélection européenne 2014 de la Ligue canadienne de hockey par les Olympiques de Gatineau. Il part alors en Amérique du Nord et joue trois saisons dans la Ligue de hockey junior majeur du Québec. Il est choisi au deuxième tour, en cinquante-cinquième position par les Predators de Nashville lors du repêchage d'entrée dans la LNH 2015. Il joue ses premiers en senior avec les Admirals de Milwaukee, club ferme des Predators dans la Ligue américaine de hockey. Le 19 octobre 2019, il joue son premier match dans la Ligue nationale de hockey avec les Predators face aux Panthers de la Floride. Il marque son premier but lors de son deuxième match face aux Devils du New Jersey le 7 décembre 2019.

### Carrière internationale
Il représente la Russie en sélections jeunes.

## Statistiques

### En club
| Saison     | Équipe                 | Ligue      |     | Saison régulière | Saison régulière | Saison régulière | Saison régulière | Saison régulière |   | Séries éliminatoires | Séries éliminatoires | Séries éliminatoires | Séries éliminatoires | Séries éliminatoires |
| Saison     | Équipe                 | Ligue      | PJ  | B                | A                | Pts              | Pun              | PJ               | B | A                    | Pts                  | Pun                  |                      |                      |
| 2013-2014  | Belye Medvedi          | MHL        | 26  | 34               | 45               | 79               | 12               | -                | - | -                    | -                    | -                    |                      |                      |
| 2014-2015  | Olympiques de Gatineau | LHJMQ      | 58  | 18               | 49               | 67               | 34               | 11               | 3 | 8                    | 11                   | 10                   |                      |                      |
| 2015-2016  | Olympiques de Gatineau | LHJMQ      | 57  | 26               | 35               | 61               | 56               | 5                | 0 | 2                    | 2                    | 4                    |                      |                      |
| 2015-2016  | Admirals de Milwaukee  | LAH        | -   | -                | -                | -                | -                | 2                | 0 | 1                    | 1                    | 2                    |                      |                      |
| 2016-2017  | Olympiques de Gatineau | LHJMQ      | 54  | 30               | 37               | 67               | 84               | 7                | 3 | 7                    | 10                   | 24                   |                      |                      |
| 2016-2017  | Admirals de Milwaukee  | LAH        | 5   | 1                | 2                | 3                | 2                | 1                | 0 | 0                    | 0                    | 0                    |                      |                      |
| 2017-2018  | Admirals de Milwaukee  | LAH        | 44  | 5                | 11               | 16               | 16               | -                | - | -                    | -                    | -                    |                      |                      |
| 2018-2019  | Admirals de Milwaukee  | LAH        | 74  | 14               | 19               | 33               | 39               | 5                | 0 | 3                    | 3                    | 4                    |                      |                      |
| 2019-2020  | Predators de Nashville | LNH        | 21  | 2                | 4                | 6                | 9                | -                | - | -                    | -                    | -                    |                      |                      |
| 2019-2020  | Admirals de Milwaukee  | LAH        | 32  | 20               | 15               | 35               | 29               | -                | - | -                    | -                    | -                    |                      |                      |
| 2020-2021  | SKA Saint-Pétersbourg  | KHL        | 21  | 4                | 3                | 7                | 10               | -                | - | -                    | -                    | -                    |                      |                      |
| 2020-2021  | Predators de Nashville | LNH        | 45  | 5                | 6                | 11               | 22               | 6                | 2 | 0                    | 2                    | 0                    |                      |                      |
| 2021-2022  | Predators de Nashville | LNH        | 80  | 17               | 7                | 24               | 46               | 4                | 3 | 0                    | 3                    | 4                    |                      |                      |
| 2022-2023  | Predators de Nashville | LNH        | 77  | 12               | 12               | 24               | 47               | -                | - | -                    | -                    | -                    |                      |                      |
| 2023-2024  | Predators de Nashville | LNH        | 60  | 10               | 4                | 14               | 38               | -                | - | -                    | -                    | -                    |                      |                      |
| 2023-2024  | Avalanche du Colorado  | LNH        | 16  | 2                | 1                | 3                | 2                | 10               | 1 | 0                    | 1                    | 4                    |                      |                      |
| 2024-2025  | Wild du Minnesota      | LNH        | 76  | 7                | 8                | 15               | 54               | 6                | 0 | 2                    | 2                    | 0                    |                      |                      |
| Totaux LNH | Totaux LNH             | Totaux LNH | 375 | 55               | 42               | 97               | 218              | 26               | 6 | 2                    | 8                    | 8                    |                      |                      |

### En équipe nationale
| Année | Compétition                 |   | PJ | B | A | Pts | Pun | +/-                |  | Résultat |
| 2017  | Championnat du monde junior | 7 | 2  | 2 | 4 | 4   | +1  | Médaille de bronze |  |          |

## Trophées et honneurs personnels

### LAH
- 2019-2020 : participe au Match des étoiles